# Turnê Solo
Turnê Solo foi uma série de apresentações realizada pela cantora e compositora brasileira Sandy em 2007. A turnê compreendeu poucas datas e foi a primeira realizada por Sandy como artista solo. Seu repertório é baseado em standards de jazz, MPB e bossa nova.

## Antecedentes e desenvolvimento
Em 2005, Sandy realizou dois concertos na casa de shows Bourbon Street, em São Paulo, interpretando canções de jazz. Os shows fizeram parte do projeto Credicard Vozes. Em 2006, Sandy realizou um concerto ao lado do pianista Marcelo Bratke interpretando canções de músicos como Duke Ellington, Cole Porter, Heitor Villa-Lobos e Tom Jobim. Durante uma entrevista para a revista Veja, em 2007, Sandy expressou seu gosto pelo jazz e se referiu à Ella Fitzgerald como sua musicista predileta no gênero.
A turnê foi realizada entre março e abril de 2007, antes do início da última turnê realizada pela cantora como parte da dupla Sandy & Junior, Acústico MTV. Ainda sem ter canções solo e não aderindo a canções da dupla, a série de shows teve um repertório baseado em composições de músicos de jazz e música popular brasileira. Dois dias após a última apresentação da Turnê Solo, em 15 de abril de 2007, Sandy e Junior anunciaram o encerramento das atividades em dupla.
Na banda, o pianista Erik Escobar, o guitarrista Jarbas Barbosa e o baterista Igor Willcox. No repertório , a cantora optou por canções como "Cry Me a River" (Arthur Hamilton), "Summertime" (George Gershwin), "Night and Day" (Cole Porter), "Blackbird" (Beatles) e "Triste", "Fotografia", "Corcovado" e "Águas de Março", de Tom Jobim.

## Repertório
1. "Cry Me a River" (cover de Arthur Hamilton)
2. "Fotografia" (cover de Tom Jobim)
3. "Águas de Março" (cover de Tom Jobim)
4. "Summertime" (cover de George Gershwin)
5. "Triste" (cover de Tom Jobim)
6. "Corcovado" (cover de Tom Jobim)
7. "Nigh and Day" (cover de Cole Porter)
8. "Blackbird" (cover de Beatles)
9. Sweet Georgia Brown

## Músicos
- Sandy — direção músical
- Erik Escobar — piano
- Igor Willcox — bateria
- Jarbas Barbosa — guitarra

## Datas
| Brasil              |                |                   |
| 30 de março de 2007 | Belo Horizonte | Palácio das Artes |
| 10 de abril de 2007 | São Paulo      | Bourbon Street    |
| 11 de abril de 2007 | São Paulo      | Bourbon Street    |
| 15 de abril de 2007 | Porto Alegre   | Teatro Sesi       |